# Heidi Sevdal
Heidi Sevdal, née le 6 mars 1989 à Runavík, est une footballeuse internationale féroïenne qui joue actuellement pour le NSÍ.
Depuis 2006, elle joue également pour l'équipe nationale féminine des îles Féroé.

## Biographie

### Carrière en club
Heidi Sevdal rejoint en 2006 le club danois d'IK Skovbakken en Elitedivisionen.
En novembre 2013, la joueuse est nommée footballeuse féroïenne de l'année après avoir marqué 30 buts pour le HB Tórshavn. En 2015, elle est de nouveau nommée joueuse de l'année. En 2017, avec Adeshina Lawal, elle est récompensée pour avoir terminé meilleure buteuse de la saison, et est également désignée attaquante de l'année du football féroïen.

### Carrière internationale
Les premières apparitions de Heidi Sevdal dans l'équipe nationale féminine des îles Féroé ont lieu en novembre 2006, lors des qualifications pour l'Euro féminin de 2009.
En septembre 2013, alors que les îles Féroé sont menées de sept buts contre l'Écosse lors d'un match de qualification pour la Coupe du monde féminine de 2015, la joueuse marque deux buts.

## Statistiques

### Buts en sélection
| N° | Date              | Lieu                                  | Adversaire         | Score | Résultat | Compétition                                                                          |
| -- | ----------------- | ------------------------------------- | ------------------ | ----- | -------- | ------------------------------------------------------------------------------------ |
| 1  | 25 octobre 2008   | Stade Suduva, Marijampolė, Lituanie   | Lituanie           | 2–1   | 4–1      | Match amical                                                                         |
| 2  | 27 octobre 2008   | Stade Suduva, Marijampolė, Lituanie   | Luxembourg         | 1–0   | 6–2      | Match amical                                                                         |
| 3  | 27 octobre 2008   | Stade Suduva, Marijampolė, Lituanie   | Luxembourg         | 3–1   | 6–2      | Match amical                                                                         |
| 4  | 15 mai 2008       | Luxembourg, Luxembourg                | Luxembourg         | 4–1   | 4–2      | Match amical                                                                         |
| 5  | 11 avril 2009     | Parc sportif Podravac, Virje, Croatie | Croatie            | 1–1   | 3–1      | Match amical                                                                         |
| 6  | 13 avril 2009     | NK Pitomača, Pitomača, Croatie        | Bosnie-Herzégovine | 2–2   | 2–3      | Match amical                                                                         |
| 7  | 16 avril 2009     | Stade de la ville, Križevci, Croatie  | Lituanie           | 2–1   | 3–1      | Match amical                                                                         |
| 8  | 4 avril 2013      | Stade LFF, Vilnius, Lituanie          | Monténégro         | 1–1   | 3–3      | Tour préliminaire des éliminatoires de la Coupe du monde féminine de football 2015   |
| 9  | 4 avril 2013      | Stade LFF, Vilnius, Lituanie          | Monténégro         | 3–3   | 3–3      | Tour préliminaire des éliminatoires de la Coupe du monde féminine de football 2015   |
| 10 | 9 avril 2013      | Stade LFF, Vilnius, Lituanie          | Géorgie            | 1–0   | 2–1      | Tour préliminaire des éliminatoires de la Coupe du monde féminine de football 2015   |
| 11 | 9 avril 2013      | Stade LFF, Vilnius, Lituanie          | Géorgie            | 2–1   | 2–1      | Tour préliminaire des éliminatoires de la Coupe du monde féminine de football 2015   |
| 12 | 22 septembre 2013 | Tórsvøllur, Tórshavn, Îles Féroé      | Écosse             | 1–7   | 2–7      | Éliminatoires de la Coupe du monde féminine de football 2015                         |
| 13 | 22 septembre 2013 | Tórsvøllur, Tórshavn, Îles Féroé      | Écosse             | 2–7   | 2–7      | Éliminatoires de la Coupe du monde féminine de football 2015                         |
| 14 | 6 avril 2015      | Stade Victor-Tedesco, Ħamrun, Malte   | Andorre            | 3–0   | 8–0      | Tour préliminaire des éliminatoires du Championnat d'Europe féminin de football 2017 |
| 15 | 6 avril 2015      | Stade Victor-Tedesco, Ħamrun, Malte   | Andorre            | 4–0   | 8–0      | Tour préliminaire des éliminatoires du Championnat d'Europe féminin de football 2017 |
| 16 | 9 avril 2015      | Stade Victor-Tedesco, Ħamrun, Malte   | Malte              | 3–2   | 4–2      | Tour préliminaire des éliminatoires du Championnat d'Europe féminin de football 2017 |
| 17 | 9 avril 2015      | Stade Victor-Tedesco, Ħamrun, Malte   | Malte              | 4–2   | 4–2      | Tour préliminaire des éliminatoires du Championnat d'Europe féminin de football 2017 |